# Щербинка
Ще́рбинка (рос. Щербинка) — поселення і міський округ у складі Москви, входить до складу Новомосковського адміністративного округу Москви. До 1 липня 2012 Щербинка була містом обласного підпорядкування Московської області, була включена до складу Москви в ході реалізації проекту з розширення міста. З точки зору адміністративного поділу Щербинка є поселенням, з точки зору муніципального поділу — міський округ.
Населення Щербинки — 32,3 тис. жителів (2012).
Поселення розташоване на Варшавському шосе. Залізнична станція Щербинка на лінії Москва — Курськ. На півночі і сході межує з районом Південне Бутово Південно-Західного адміністративного округу, на півдні та південному заході з селищем Рязанівське Новомосковського адміністративного округу. Приблизно за 10 км на південь також розташоване місто Подольськ.

## Історія
Щербинка відома з XIV століття як село. На карті Москви і околиць від 1766 на місці Шербинки позначено село Щербиніно. Пристанційне селище з кінця XIX століття. У 1939 році Щербинка стала робітничим селищем. Статус міста з 1975 року, міста обласного підпорядкування — з 1992 року.
У 2004 році до складу міста було включене селище гарнізону «Остаф'єво».
З 2005 року утворений однойменний міський округ.
З 1 липня 2012 Щербинка включена до складу Москви в ході масштабного збільшення її території на південний захід. Перша інформація про плановане приєднання з'явилася 19 серпня 2011 року, хоча спочатку Щербинку планували залишити Московській області.